# Canada-Samoa en rugby à XV
Cet article présente l'historique des confrontations entre l'équipe du Canada et l'équipe des Samoa en rugby à XV. Les deux équipes se sont affrontées à six reprises. Les Samoans ont remporté les six rencontres.

## Les confrontations
| No | Date             | Lieu                                       | Match          | Score   | Compétition              |
| -- | ---------------- | ------------------------------------------ | -------------- | ------- | ------------------------ |
| 1  | 29 mai 1999      | Thunderbird Stadium, Vancouver, Canada     | Canada – Samoa | 13 – 17 | Pacific Rim Championship |
| 2  | 1er juillet 2000 | Apia Park, Apia, Samoa                     | Samoa – Canada | 41 – 22 | Pacific Rim Championship |
| 3  | 9 novembre 2012  | Eirias Stadium, Colwyn Bay, Pays de Galles | Canada – Samoa | 12 – 42 | Test match               |
| 4  | 14 novembre 2014 | Stade de la Rabine, Vannes, France         | Canada – Samoa | 13 – 23 | Test match               |
| 5  | 29 juillet 2015  | BMO Field, Toronto, Canada                 | Canada – Samoa | 20 – 21 | Pacific Nations Cup 2015 |
| 6  | 25 novembre 2016 | Stade des Alpes, Grenoble, France          | Canada – Samoa | 23 – 25 | Test match               |